# Alastair Bruce
Alastair John Lyndhurst Bruce (ur. 2 maja 1947) – brytyjski arystokrata, najstarszy syn Morysa Bruce’a, 4. barona Aberdare i Maud Dashwood, córki Johna Dashwooda, 10. baroneta.

## Życiorys
Wykształcenie odebrał w Eton College (od 1960 r.) i w Christ Church na Uniwersytecie w Oksfordzie. Uniwersytet ukończył w 1971 r. Po śmierci ojca w 2005 r. odziedziczył tytuł barona Aberdare. Mieszka obecnie na Beverley Road 16 w Londynie.
W 1971 r. poślubił Elisabeth Mary Coulbert Foulkes, córkę Johna Foulkesa. Alastair i Elisabeth mają razem syna i córkę:
- Hector Morys Napier Bruce (ur. 25 lipca 1974)
- Sarah Catherine Mary Bruce (ur. 18 kwietnia 1976)